# Corrado Gini
Corrado Gini (Motta di Livenza, 23 de mayo de 1884-Roma, 13 de marzo de 1965) fue un estadístico, demógrafo y sociólogo italiano que desarrolló el coeficiente de Gini, una medida de la desigualdad en los ingresos en una  sociedad.

## Carrera
Gini nació el 23 de mayo de 1884 en Motta di Livenza, cerca de Treviso, en el seno de una antigua familia de terratenientes.
Al ingresar a la facultad de derecho de la Universidad de Bolonia, rápidamente fue considerado como superdotado y, de hecho, estudió allí además de derecho, matemáticas, economía y biología.
Su labor científica se centró en las ciencias sociales y la estadística.
Su primera publicación fue Il sesso dal punto di vista statistico (1908).
En 1910 accedió a la cátedra de estadística de la Universidad de Cagliari, luego a la de Padua en 1913.
En 1920 creó la revista estadística Metron, que dirigió hasta su muerte y en la que nunca aceptó ningún artículo que no tuviera aplicaciones prácticas.
Corrado Gini se convirtió en profesor en la Universidad de Roma en 1925. Allí fundó un curso de sociología, que impartió hasta su jubilación. También creó la Escuela de estadística (1928) y la Facultad de estadística, demografía y ciencias actuariales (1936).
En 1929, Gini fundó el Comité Italiano para el Estudio de los Problemas de Población (Comitato italiano per lo studio dei problemi della popolazione), que dos años después organizó la primera conferencia sobre población en Roma.
En 1926 fue nombrado presidente del Instituto Central de Estadística de Roma. Renunció en 1932 para protestar contra la injerencia estatal fascista. Gini no estaba realmente interesado en la política; pensaba que un hombre de ciencia, para mantener su plena objetividad, podía e incluso debía liberarse del contexto político y de las limitaciones relacionadas.
Fue nombrado jefe de muchas instituciones:
```
   1933: Vicepresidente del Instituto Internacional de Sociología.
   1934: Presidente de la Sociedad Italiana de Genética y Eugenesia.
   1934: Presidente del Comité Italiano para el Estudio de los Problemas de Población.
   1935: Presidente de la Sociedad de la Federación Internacional de Sociedades Eugenésicas para países de habla latina.
   1937: Presidente de la Sociedad Italiana de Sociología.
   1941: Presidente de la Sociedad Estadística Italiana.
```

## Actividad científica
Erudito e investigador incansable, de amplia cultura, consideró la estadística desde un punto de vista interdisciplinario, relacionándola en particular con la biología, la sociología, la antropología y la economía, y ello sobre la base de la idea básica de que el hombre era visto como un organismo complejo, sujeto a fenómenos de diversa índole (biológicos, socio-antropológicos, económicos, etc.). Por lo tanto, trató de aplicar concretamente sus estudios y los resultados de sus investigaciones a través de su compromiso civil, político y social.
Desde un punto de vista estrictamente científico, las principales contribuciones de Gini se relacionaron principalmente con la metodología estadística, la estadística descriptiva (en particular, los promedios estadísticos y la teoría de índices en los que introdujo, entre otras cosas, un indicador llamado índice de diferencia promedio  para la medición de la variabilidad estadística de los datos), estadística económica (donde estableció una notable relación, denominada identidad de Gini, que vincula la teoría estadística y la economía, respecto a los índices de precios), estadística aplicada a la demografía (fecundidad diferencial, migraciones, estudios sobre la evolución de poblaciones), el cálculo de probabilidades aplicado a la biología (biometría), macroeconomía (en particular, ciclos económicos).
En estadística económica, al estudiar problemas de distribución (como, por ejemplo, la distribución del ingreso global de una nación entre sus componentes), logró resultados tales como llevarlo a la fama internacional, con encargos y consejos de varias naciones extranjeras; en particular, introdujo un índice importante, denominado coeficiente de Gini, que permitió, además de aclarar los problemas relacionados con la distribución del ingreso y las desigualdades sociales relacionadas, la evolución de los estándares modernos de bienestar social, una índice que se ha hecho popular también por su posible representación gráfica a través de la curva de Lorenz.
Autor de más de 800 publicaciones, el archivo privado y la biblioteca de Corrado Gini fueron adquiridos por la Superintendencia de Archivos de Lazio en la librería anticuaria "I Quaderni di Capestrano" en Roma, y por lo tanto destinados a los Archivos del Estado Central en 1999.

## Gini y el fascismo
Aunque entusiasta en la década de 1920 de la ideología fascista, Gini, que en un principio "se sintió ebrio", comprendió rápidamente que debía adoptar una actitud de estricta neutralidad hacia ella y se alejó gradualmente. Y aunque no era fascista, Gini no era, sin embargo, "antifascista", como figura oficial, fue asimilado al estado mussoliniano y la agitación de la posguerra lo deshonró. No fue hasta 1957 que sus méritos científicos y pedagógicos fueron finalmente reconocidos y recibió la Medalla de Oro de la Educación por "toda su obra y los servicios prestados en la Escuela Italiana".
En 1959, siempre en sintonía con su propio carácter y deseando "proseguir su estudio científico de la cuestión de las poblaciones, incluidos sus aspectos más difíciles y controvertidos", fundó con Robert Gayre de Gayre, R. Ruggles Gates y Henry E. Garrett , Asociación Internacional para el Avance de la Etnología y la Eugenesia (IAAEE). Como el abordaje de tales temas escapa del consenso general, muchos lo consideran, una vez más, como un agravio.
En 1962 fue elegido miembro nacional de la Accademia dei Lincei.

## Un logro: Gini salva a una población judía del Holocausto
Durante la década de 1930, un estudio contribuye al futuro de los caraítas ante la amenazante barbarie nazi en Europa. En 1934, el Comité Italiano para el Estudio de los Problemas de la Población, dirigido por el economista Corrado Gini, envió varios investigadores-relatores en misión a Polonia y Lituania entre las comunidades de caraitas. En comparación con la población judía tradicional, llevaban condiciones de vida más cómodas y, sobre todo, una tradición agrícola y hortícola muy específica. Estos investigadores exponen en su informe, las relaciones de los caraitas con las otras comunidades: los notables caraitas insistieron en particular en sus buenas relaciones con la población local y en particular con los tártaros (gentes de origen turco), pero en la ausencia de relaciones con el resto de población judía. Por su parte, los investigadores constataron una actitud antirabínica de la población caraita, que se correspondía con una probada tendencia de los caraitas de la zona de distanciarse de los judíos desde finales del siglo XVIII, mezclándose lo más posible. con la población local. Además, nada en su vestimenta diaria, a veces aparte de un tocado especial de tipo turco, los distinguía, en la calle, del resto de la población.
Sin embargo, con el surgimiento del nazismo, la cuestión de su pertenencia al judaísmo surgió con una agudeza crucial. Ya en 1938, una decisión de la Oficina de Investigación Racial del Reich alemán en Berlín decretó que la “secta caraíta” no debería ser considerada una comunidad judía.
Sin embargo, la discusión continuó, involucrando a especialistas en anatomía, paleontología, derecho, filología, etc. Según algunos, serían turco-tártaros convertidos al judaísmo, por lo tanto “racialmente” no judíos; para otros sería una etnia mal definida, pero de todos modos "impura" según la terminología nazi. Esto está ampliamente expuesto por R. Freund y S. Szyszman. Finalmente, también fue en los guetos donde se jugó el destino de los caraítas de Lituania y Polonia. El ocupante obligó a los científicos y eruditos judíos a traducir del hebreo textos antiguos sobre los caraítas, necesarios para los estudios de los investigadores italianos. El informe final dirigido por el propio Gini termina de la siguiente manera: “En última instancia, debemos sacar una conclusión que distinga claramente a los caraítas de los judíos." Y todos los observadores informados (Freund, Pourchier-Plasseraud, Szyszman) coincidieron en este punto: "La orientación de los estudios condujo a esta conclusión que fue redactada con un objetivo de rescate muy evidente."
Finalmente, los nazis, basándose en particular en el informe de Gini y centrándose en su buena integración con la población local, pero también en los estereotipos como "antijudíos", soldados y granjeros, se decidieron a favor de los caraitas.

## Publicaciones (lista no exhaustiva)
- Il sesso dal punto di vista statistica : le leggi della produzione dei sessi (1908)
- Sulla misura della concentrazione e della variabilità dei caratteri (1914)
- Quelques considérations au sujet de la construction des nombres indices des prix et des questions analogues (1924)
- Memorie di metodologia statistica. Vol.1 : Variabilità e Concentrazione (1955)
- Memorie di metodologia statistica. Vol.2 : Transvariazione (1960)